# Eksperymenty na ludziach
Eksperymenty na ludziach – medyczne eksperymenty przeprowadzane na żyjących osobach.
Współcześnie w eksperymentach uczestniczy się dobrowolnie, dla wypróbowania nowych metod leczenia. Ochotnicy biorący udział w eksperymencie muszą zostać poinformowani o możliwych działaniach ubocznych, tak aby mogli wyrazić dobrowolną i świadomą zgodę na udział w badaniach. Nie mogą one stwarzać zagrożenia dla życia a za błędy prowadzące do uśmiercenia czy trwałego kalectwa odpowiada przeprowadzający eksperymenty stanowiące świadome ryzyko.
Niejednokrotnie w historii dochodziło jednak do eksperymentów na ludziach pod przymusem, które z góry zakładały pogorszenie stanu zdrowia osoby poddawanej testom.
Odnotowane przypadki śmiertelnych eksperymentów na ludziach:
- USA przy napromieniowywaniu ludzi i podawaniu im substancji radioaktywnych (np. związków plutonu). Zbywano to jako teorię spiskową, jednak w końcu sprawa wyszła na jaw. Oficjalny rządowy raport zawiera kilka tysięcy stron[potrzebny przypis].
- Przez Japończyków podczas okupacji Chin.
- w obozach koncentracyjnych (zob. np. eksperymenty medyczne i pseudomedyczne w Auschwitz)
- Eksperymenty prowadzone w Korei Północnej – eksperymenty pseudomedyczne i tortury przeprowadzane w obozach, głównym celem doświadczeń jest testowanie broni chemicznej i biologicznej.